# Andraca apodecta
Andraca apodecta är en fjärilsart som beskrevs av Swinhoe 1907. Andraca apodecta ingår i släktet Andraca och familjen silkesspinnare. Inga underarter finns listade i Catalogue of Life.

## Bildgalleri

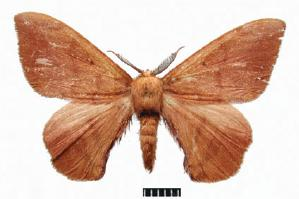